# Hulu
A Hulu egy amerikai szórakoztatóipari cég, amely televíziós és filmes video on demand szolgáltatást nyújt. A Hulu a The Walt Disney Company és a Comcast közös vállalkozása.  Az egyre népszerűsödő streaming szolgáltatások közül a Hulu indult az elsők között, 2007-es indulása óta fő versenytársai a Netflix, az HBO Now, az Amazon Prime Video, az Apple TV+ és a Disney+.
A szolgáltatás jelenleg az Egyesült Államok és Japán területén érhető el. Fix havidíj ellenében korlátlan tartalomfogyasztást biztosít filmes és televíziós könyvtárából.
2018 végén a cég szolgáltatása 25 millió előfizetőt számlált.

## Elnevezése
A Hulu név két mandarin szóból származik: húlú ( 葫芦 / 葫蘆 ), "lopótök" és " hùlù" ( 互 录 / 互 錄 ), "interaktív felvétel".

## Tulajdonosai
A Hulu eredetileg egy széleskörű üzleti összefogás által életre hívott vállalkozás. A tartalmak mennyiségének növelése érdekében eredetileg a The Walt Disney Company, az NBC Universal és a News Corporation 30-30-30, a TimeWarner pedig 10 százalékot kapott a Huluból.
Az eredeti felosztást több tényező is megváltoztatta a későbbiek során. A News Corporation jogutódja, a 21st Century Fox felvásárlásával a The Walt Disney Company 2019-ben jogerősen is megszerezte a Fox részesedését a Huluból is, így többségbe kerülve az NBC Universal és a TimeWarner utódjaival, a Comcasttal és a WarnerMediával szemben. Az új felállás szerint így a Warner 10, a Comcast 30, a Disney pedig 60 százalékos arányban részesül a cégből.
Ezt követően, 2019 áprilisában a WarnerMedia tulajdonosa, az AT&T eladta részesedését a streaming szolgáltatóból. Így a Hulu két kizárólagos tulajdonosa jelenleg a Comcast és a Disney, a Warner által eladott részről még nem született nyilvános megállapodás a két médiaóriás között.

## Kínálat
A Hulu több amerikai kábeltelevíziós csatorna műsorait átveszi, kínálatában emellett megtalálhatóak azok a televíziós sorozatok és filmek, amelyeket az ABC, az NBC és a Fox vetítenek.
A streaming térhódításának hatására a Hulu eredeti sorozatok fejlesztésébe is kezdett, Emmy-díjas eredeti sorozata a kínálatában is megtalálható A szolgálólány meséje.
Magyarországon és a közép- és délkelet-európai régióban a Hulu válogatott eredeti sorozatait és filmjeit az HBO és a Disney forgalmazza.